# Mała Wieś (powiat radomszczański)
Mała Wieś – wieś w Polsce położona w województwie łódzkim, w powiecie radomszczańskim, w gminie Żytno.
W latach 1975–1998 miejscowość administracyjnie należała do województwa częstochowskiego.
3 września 1939 załoga niemieckiego czołgu ostrzelała uciekających do lasu mieszkańców wsi. Zginęły dwie osoby Józef (l. 40) i Zofia (l.70) Buc.